# Калишский кадетский корпус
Калишский кадетский корпус — военно-учебное заведение Российской империи.

## Основание
Был основан в 1793 году прусским королём Фридрихом Вильгельмом II в Калише для вновь приобретённых польских провинций, a в 1815 году, по присоединении к России большей части герцогства Варшавского, отошёл к России.
По новому уставу, утвержденному в 1820 году великим князем Константином Павловичем, и на основании позднейших распоряжений императора Александра I, корпус состоял из 200 кадет, из коих 150 были казённокоштные.

## Структура
В корпус принимались дети не моложе 10 и не старше 12 лет; только в виде исключения иногда принимались 8-летние. 
Корпус состоял из 4 нормальных классов и одного приготовительного.
Корпус делился на 2 роты, каждая рота — на отделения, во главе которых находились унтер-офицеры из воспитанников.

## Занятия
В летнее время кадеты выводились в лагерь; в середине лета, 20 июля, производился экзамен, и лучшие получали награды (золотой или серебряный орел на зелёной ленте, серебряные соединённые ветви лавра, математические инструменты и книги).
По окончании курса 8 лучших кадет переводились в Аппликационную школу в Варшаве, остальные поступали в войска подпрапорщиками и затем производились в офицеры Польской армии. Желающим не возбранялось переходить в русские кадетские корпуса.

## Униформа
Кадеты корпуса носили двубортные темно-синие мундиры с желтым лацканом; воротник, обшлага, клапаны обшлагов, погоны и подкладка — желтого цвета; фуражка темно-синяя околыш и выпушка по верху тульи — желтые; парадные панталоны — белые; рейтузы темно-синие с желтой выпушкой. Офицеры носили на киверах вместо русского двуглавого орла — польского белого орла.

## Финансирование
На содержание корпуса отпускалось ежегодно из казны по 212.245 злотых, но расход этот постоянно изменялся, смотря по наличному числу воспитанников. Весь состав корпуса, как учащих, так и учащихся, был исключительно польский, за единичными исключениями. Для православных воспитанников при корпусе состоял законоучитель.

## Шефство
Корпус пользовался особым покровительством главнокомандующего Польской армии цесаревича Константина Павловича.

## История
В начале польского восстания 1830—1831 годов около 50 кадет по распоряжению революционного правительства поступили офицерами в армию мятежников. С восстановлением законной власти в крае корпус в 1831 году был упразднён, при чём воспитанники были переведены в кадетские корпуса Империи, a материально-техническая база была передана частично в Павловский кадетский корпус и частично в 1-й Московский кадетский корпус.

## Источник
Калишский кадетский корпус // Военная энциклопедия : [в 18 т.] / под ред. В. Ф. Новицкого … [и др.]. — СПб. ; [М.] : Тип. т-ва И. Д. Сытина, 1911—1915.